# Siobhan Haughey
Siobhán Bernadette Haughey ( (født 31. oktober 1997) er en svømmer fra Hongkong.
Hun repræsentererede Hongkong under Sommer-OL 2016 i Rio de Janeiro, hvor hun blev elimineret i semifinalen på 200 meter fri.